# كاني جانغا (فلم)
كاني جانغا (بالفارسية: کانی مانگا) ، هي فيلم سينمائي إيراني أنتجت عام 1987م، وتتحدث قصة الفيلم عن قيام الطيارين العراقيين بمطاردة أحد المضطهدين الأكراد في كردستان العراق، ويواجه المقاومة الكوردية أحد الطيارين التابعة للنظام العراقي.

## أدوات التصوير
قامت السينما الإيرانية أثناء تصوير الفيلم بحمل مروحية ليتل بيرد ومروحية كوبرا الأمريكيتين الصنع في إيران.

## وصلات خارجية
- مقالات تستعمل روابط فنية بلا صلة مع ويكي بيانات

1. ↑  "طولانی‌ترین اکران؛ کانی‌مانگا - 15 سال". مؤرشف من الأصل في 2009-08-07.